# Matteo Iocchi Gratta
Matteo Iocchi Gratta (Berane, 1º settembre 2002) è un pallanuotista italiano con cittadinanza montenegrina, difensore della Pro Recco e della Nazionale Italiana.

## Biografia
È nato in Montenegro da padre italiano e madre montenegrina.

## Carriera

### Club
Cresciuto nella Roma Vis Nova, nel 2020 si trasferisce al Savona. Il 15 giugno 2022 passa alla Pro Recco.

### Nazionale
Con la calottina della nazionale italiana ha ottenuto la medaglia d'argento al mondiale di Budapest del 2022 ed a quello di Doha del 2024.

## Palmarès

### Club

#### Trofei nazionali
- Campionato italiano: 3

Pro Recco: 2022-2023, 2023-2024, 2024-2025
- Coppe Italia: 2

Pro Recco: 2022-2023, 2024-2025

#### Trofei internazionali
- LEN Champions League: 1

Pro Recco: 2022-2023
- Supercoppa LEN: 2

Pro Recco: 2022, 2023
- Coppe LEN: 1

Pro Recco: 2024-2025

### Nazionale
- Mondiali

Budapest 2022: 
Doha 2024: 
- Coppa del Mondo

Los Angeles 2023: 